# 北緯11度線
北緯11度線（ほくい11どせん）は、地球の赤道面より北に地理緯度にして11度の角度を成す緯線。アフリカ、インド洋、南アジア、東南アジア、太平洋、中央アメリカ、南アメリカ、大西洋を通過する。
この緯度の下では、夏至点時の可照時間は12時間46分で、冬至点時は11時間29分である。
タイでは、1966年の閣議決定により、タイ国籍以外の企業における北緯11度以北の鉱業権を制限している。

## 通過する地域一覧
北緯11度線は、本初子午線から東に向かって以下の場所を通っている。
| 地理座標                                               | 国土・領土・領海 | 備考 |
| ------------------------------------------------------ | ---------------- | --- |
| 北緯11度0分 東経0度0分 / 北緯11.000度 東経0.000度      | ガーナ           | |
| 北緯11度0分 東経0度2分 / 北緯11.000度 東経0.033度      | トーゴ           | |
| 北緯11度0分 東経0度30分 / 北緯11.000度 東経0.500度     | ブルキナファソ   | |
| 北緯11度0分 東経0度55分 / 北緯11.000度 東経0.917度     | ベナン           | |
| 北緯11度0分 東経3度45分 / 北緯11.000度 東経3.750度     | ナイジェリア     | |
| 北緯11度0分 東経13度46分 / 北緯11.000度 東経13.767度   | カメルーン       | |
| 北緯11度0分 東経15度3分 / 北緯11.000度 東経15.050度    | チャド           | |
| 北緯11度0分 東経22度28分 / 北緯11.000度 東経22.467度   | 中央アフリカ     | 国の最北端を約8kmにわたって通過。 |
| 北緯11度0分 東経22度32分 / 北緯11.000度 東経22.533度   | チャド           | |
| 北緯11度0分 東経22度54分 / 北緯11.000度 東経22.900度   | スーダン         | |
| 北緯11度0分 東経32度25分 / 北緯11.000度 東経32.417度   | 南スーダン       | |
| 北緯11度0分 東経33度14分 / 北緯11.000度 東経33.233度   | スーダン         | |
| 北緯11度0分 東経34度58分 / 北緯11.000度 東経34.967度   | エチオピア       | |
| 北緯11度0分 東経41度48分 / 北緯11.000度 東経41.800度   | ジブチ           | |
| 北緯11度0分 東経42度27分 / 北緯11.000度 東経42.450度   | エチオピア       | |
| 北緯11度0分 東経42度47分 / 北緯11.000度 東経42.783度   | ジブチ           | |
| 北緯11度0分 東経42度58分 / 北緯11.000度 東経42.967度   | ソマリア         | ソマリランド |
| 北緯11度0分 東経43度39分 / 北緯11.000度 東経43.650度   | アデン湾         | |
| 北緯11度0分 東経47度6分 / 北緯11.000度 東経47.100度    | ソマリア         | ソマリランド 、プントランド |
| 北緯11度0分 東経51度7分 / 北緯11.000度 東経51.117度    | インド洋         | アラビア海 ラクシャドウィープ（ インド） - バンガラム環礁とアミニ環礁の間にある島々を通過する。 ラッカディブ海                                             |
| 北緯11度0分 東経75度51分 / 北緯11.000度 東経75.850度   | インド           | ケーララ州 タミル・ナードゥ州 カライカル地方 - ポンディシェリ連邦直轄領内を約4kmにわたって通過。                                                           |
| 北緯11度0分 東経79度51分 / 北緯11.000度 東経79.850度   | インド洋         | ベンガル湾 アンダマン・ニコバル諸島（ インド） - ラトランド島と小アンダマン島の間を通過。 アンダマン海 - ランビ・クン島（ ミャンマー）のちょうど北を通過。 |
| 北緯11度0分 東経98度26分 / 北緯11.000度 東経98.433度   | ミャンマー       | カウエ・クン島および本土 |
| 北緯11度0分 東経99度6分 / 北緯11.000度 東経99.100度    | タイ             | |
| 北緯11度0分 東経99度29分 / 北緯11.000度 東経99.483度   | タイランド湾     | |
| 北緯11度0分 東経103度6分 / 北緯11.000度 東経103.100度  | カンボジア       | |
| 北緯11度0分 東経103度25分 / 北緯11.000度 東経103.417度 | コンポンソム湾   | |
| 北緯11度0分 東経103度39分 / 北緯11.000度 東経103.650度 | カンボジア       | |
| 北緯11度0分 東経105度42分 / 北緯11.000度 東経105.700度 | ベトナム         | 約10km |
| 北緯11度0分 東経105度47分 / 北緯11.000度 東経105.783度 | カンボジア       | |
| 北緯11度0分 東経106度12分 / 北緯11.000度 東経106.200度 | ベトナム         | |
| 北緯11度0分 東経108度21分 / 北緯11.000度 東経108.350度 | 南シナ海         | 南沙諸島（各国間で領有権の係争中）を通過。 |
| 北緯11度0分 東経119度16分 / 北緯11.000度 東経119.267度 | フィリピン       | パラワン島 |
| 北緯11度0分 東経119度30分 / 北緯11.000度 東経119.500度 | スールー海       | クーヨー諸島（ フィリピン）の大部分を通過。 |
| 北緯11度0分 東経122度2分 / 北緯11.000度 東経122.033度  | フィリピン       | パナイ島 |
| 北緯11度0分 東経122度51分 / 北緯11.000度 東経122.850度 | ギマラス海峡     | |
| 北緯11度0分 東経123度11分 / 北緯11.000度 東経123.183度 | フィリピン       | ネグロス島の最北端を通過。 |
| 北緯11度0分 東経123度12分 / 北緯11.000度 東経123.200度 | ビサヤン海       | |
| 北緯11度0分 東経123度56分 / 北緯11.000度 東経123.933度 | フィリピン       | セブ島 |
| 北緯11度0分 東経124度2分 / 北緯11.000度 東経124.033度  | カモテス海       | |
| 北緯11度0分 東経124度26分 / 北緯11.000度 東経124.433度 | フィリピン       | レイテ島 |
| 北緯11度0分 東経125度2分 / 北緯11.000度 東経125.033度  | 太平洋           | |
| 北緯11度0分 東経125度37分 / 北緯11.000度 東経125.617度 | フィリピン       | マニカニ島 |
| 北緯11度0分 東経125度39分 / 北緯11.000度 東経125.650度 | 太平洋           | |
| 北緯11度0分 東経125度47分 / 北緯11.000度 東経125.783度 | フィリピン       | カリコーン島 |
| 北緯11度0分 東経125度48分 / 北緯11.000度 東経125.800度 | 太平洋           | アイリンギナ環礁とロンゲラップ環礁（共に マーシャル諸島）のちょうど南を通過。 タカ環礁（ マーシャル諸島）のちょうど南を通過。                              |
| 北緯11度0分 西経85度43分 / 北緯11.000度 西経85.717度   | コスタリカ       | |
| 北緯11度0分 西経85度4分 / 北緯11.000度 西経85.067度    | ニカラグア       | |
| 北緯11度0分 西経84度49分 / 北緯11.000度 西経84.817度   | コスタリカ       | |
| 北緯11度0分 西経84度29分 / 北緯11.000度 西経84.483度   | ニカラグア       | |
| 北緯11度0分 西経83度47分 / 北緯11.000度 西経83.783度   | カリブ海         | |
| 北緯11度0分 西経74度47分 / 北緯11.000度 西経74.783度   | コロンビア       | |
| 北緯11度0分 西経74度34分 / 北緯11.000度 西経74.567度   | カリブ海         | |
| 北緯11度0分 西経74度17分 / 北緯11.000度 西経74.283度   | コロンビア       | |
| 北緯11度0分 西経72度31分 / 北緯11.000度 西経72.517度   | ベネズエラ       | |
| 北緯11度0分 西経71度37分 / 北緯11.000度 西経71.617度   | カリブ海         | ベネズエラ湾 |
| 北緯11度0分 西経71度12分 / 北緯11.000度 西経71.200度   | ベネズエラ       | |
| 北緯11度0分 西経68度19分 / 北緯11.000度 西経68.317度   | カリブ海         | ラ・トルツガ島（ ベネズエラ）のちょうど北を通過。 |
| 北緯11度0分 西経64度23分 / 北緯11.000度 西経64.383度   | ベネズエラ       | マルガリータ島 |
| 北緯11度0分 西経63度47分 / 北緯11.000度 西経63.783度   | カリブ海         | トリニダード島とトバゴ島（共に トリニダード・トバゴ）の間を通過する。                                                                                      |
| 北緯11度0分 西経61度0分 / 北緯11.000度 西経61.000度    | 大西洋           | ビジャゴ諸島（ ギニアビサウ）のちょうど南を通過。 |
| 北緯11度0分 西経15度14分 / 北緯11.000度 西経15.233度   | ギニアビサウ     | |
| 北緯11度0分 西経14度57分 / 北緯11.000度 西経14.950度   | ギニア           | |
| 北緯11度0分 西経8度41分 / 北緯11.000度 西経8.683度     | マリ             | |
| 北緯11度0分 西経8度31分 / 北緯11.000度 西経8.517度     | ギニア           | |
| 北緯11度0分 西経8度17分 / 北緯11.000度 西経8.283度     | マリ             | |
| 北緯11度0分 西経9度29分 / 北緯11.000度 西経9.483度     | ブルキナファソ   | |
| 北緯11度0分 西経2度50分 / 北緯11.000度 西経2.833度     | ガーナ           | 約8km |
| 北緯11度0分 西経2度46分 / 北緯11.000度 西経2.767度     | ブルキナファソ   | |
| 北緯11度0分 西経1度35分 / 北緯11.000度 西経1.583度     | ガーナ           | |
| 北緯11度0分 西経1度24分 / 北緯11.000度 西経1.400度     | ブルキナファソ   | |
| 北緯11度0分 西経1度7分 / 北緯11.000度 西経1.117度      | ガーナ           | 約9km |
| 北緯11度0分 西経1度3分 / 北緯11.000度 西経1.050度      | ブルキナファソ   | |
| 北緯11度0分 西経0度50分 / 北緯11.000度 西経0.833度     | ガーナ           | 約2km |
| 北緯11度0分 西経0度48分 / 北緯11.000度 西経0.800度     | ブルキナファソ   | |
| 北緯11度0分 西経0度30分 / 北緯11.000度 西経0.500度     | ガーナ           | |